# Miconia juruensis
Miconia juruensis är en tvåhjärtbladig växtart som beskrevs av Pilg.. Miconia juruensis ingår i släktet Miconia och familjen Melastomataceae. Inga underarter finns listade i Catalogue of Life.